# Sam Dorman
Sam Dorman (Tempe, 30 agosto 1991) è un tuffatore statunitense.

## Biografia
Specializzato nei tuffi dal trampolino, ha partecipato ai Campionati mondiali di nuoto di Kazan' 2015 nel concorso del trampolino 3 metri sincoro, in coppia con Kristian Ipsen; la coppia statunitense ha superato il turno preliminare con il settimo piazzamento, in finale ha concluso la gara al settimo posto in classifica.

## Palmares
- Giochi olimpici

Rio de Janeiro 2016: argento nel sincro 3m.